# Tribu yavapai Prescott
La Tribu Yavapai-Prescoot está localizado en la reserva de 1413,46 acres (5.720 km²) en el Condado de Yavapai en el centro-oeste de Arizona. No hay más de 200 miembros. La tribu posee un centro comercial, dos casinos y un hotel donde la reserva linda con la Carretera Estatal 69 en Prescott (Arizona). También hay un parque empresarial en la reserva de la Carretera Estatal 89 hacia el norte de Prescott. El censo de 2000 reportó una población residente de 182 personas en la reserva Yavapai-Prescott India, 117 de los cuales eran de herencia americana exclusivamente indígena.
Los servicios de policiía son proporcionados por el Departamento de Policía tribal de Yavapai-Prescott.